# Jazret Tletseri
Jazret Tletseri (12 de julio de 1958) es un deportista soviético que compitió en judo.
Ganó dos medallas en el Campeonato Mundial de Judo, en los años 1983 y 1985, y seis medallas en el Campeonato Europeo de Judo entre los años 1982 y 1987.

## Palmarés internacional
| Campeonato Mundial | Campeonato Mundial    | Campeonato Mundial | Campeonato Mundial |
| Año                | Lugar                 | Medalla            | Categoría          |
| ------------------ | --------------------- | ------------------ | ------------------ |
| 1983               | Moscú (URSS)          | Medalla de oro     | –60 kg             |
| 1985               | Seúl (Corea del Sur)  | Medalla de bronce  | –60 kg             |
| Campeonato Europeo |                       |                    |                    |
| Año                | Lugar                 | Medalla            | Categoría          |
| 1982               | Rostock (RDA)         | Medalla de oro     | –60 kg             |
| 1983               | París (Francia)       | Medalla de oro     | –60 kg             |
| 1984               | Lieja (Bélgica)       | Medalla de oro     | –60 kg             |
| 1985               | Hamar (Noruega)       | Medalla de oro     | –60 kg             |
| 1986               | Belgrado (Yugoslavia) | Medalla de bronce  | –60 kg             |
| 1987               | París (Francia)       | Medalla de plata   | –60 kg             |